# ديسيسلافا راديفا
ديسيسلافا راديفا (البلغارية: Десислава Радева) شخصية عامة بلغارية  وسيدة بلغاريا الأولى منذ يناير 2017 ، كونها زوجة الرئيس رومن راديف. ، لعبت دورًا نشطًا في الانتخابات الرئاسية البلغارية في نوفمبر 2016، حيث قامت بحملة لصالح شريكها رومن راديف. في عام 2017 ، أسست جمعية غير هادفة للربح تسمى "Living Water of Bulgaria"، والتي تمارس أنشطة تحقق الصالح العام.

## نشأتها
ولدت في ديسيسلافا جينشيفا في بورغاس في 9 يوليو 1969. درست في مدرسة جيو ميليف للغة الإنجليزية للمدرسة الثانوية قبل الذهاب إلى المدرسة في جامعة الاقتصاد الوطني والعالمي في التمويل والائتمان. درست أيضا في جامعة فورستيري، صوفيا. في سنوات الدراسة، عملت كمساعد لوزير الزراعة رومن هريستوف. استمرت حياتها المهنية كمديرة مكتب في البرامج التلفزيونية أيضا، كانت مسؤولة عن العلاقات العامة في شركة الموسيقى البلغارية. في وقت لاحق، أصبحت مساعداً للمدير العام لهينكين في بلغاريا عام 2016.

## حياتها الشخصية
تزوجت راديفا من زوجها الحالي في عام 2016. وكانت متزوجة سابقًا  من جورجي سفيلينسكي، وهو مهندس بلغاري وعضو في الجمعية الوطنية من الحزب الاشتراكي البلغاري (BSP). لديها ابن واحد من زواجها الذي دام 13 عامًا في سفيلنسكي. إلى جانب لغتها الأم البلغارية، تتحدث بطلاقة اللغتين الإنجليزية والروسية. وهي أرثوذكسية بلغارية.